# Soveria
Soveria (en cors Soveria) és un municipi francès, situat a la regió de Còrsega, al departament d'Alta Còrsega. L'any 1999 tenia 68 habitants.

## Demografia
| 1962 | 1968 | 1975 | 1982 | 1990 | 1999 |
| ---- | ---- | ---- | ---- | ---- | ---- |
| 69   | 70   | 55   | 55   | 59   | 68   |

## Administració
| Període   | Identitat                | Partit | Qualitat |  |
| --------- | ------------------------ | ------ | -------- |  |
| 1965-1977 | Toussaint Savelli        |        |          |  |
| 1977-1989 | Marc Sodini              | PCF    |          |  |
| 1989-1990 | Paul Mariani             | PS     |          |  |
| 1991-1995 | Laurine Mariani          |        |          |  |
| 1995-2001 | Auguste Perinetti        |        |          |  |
| 2001-     | François Antoine Versini |        |          |  |

## Personatges il·lustres
- General Jean-Baptiste Cervoni (1765-1809), oficial de Napoleó
- Paul Mariani, alcalde assassinat el 1990.